# William Heffelfinger
William "Pudge" Walter Heffelfinger (20 de diciembre de 1867, Minneapolis, Minnesota - 2 de abril de 1954, Blessing, Texas) fue un jugador de fútbol americano y es considerado como el primero en hacerlo de manera profesional.
Heffelfinger, seleccionado en tres ocasiones como All-American, jugó para Walter Camp en el equipo de fútbola americano de la Universidad de Yale en 1889, 1890 y 1891. Después jugó como amateur para la Chicago Athletic Association.
El 12 de noviembre de 1892 Heffelfinger recibió un pago de $500 dólares por parte de la Allegheny Athletic Association para jugar en un partido en contra del rival Pittsburgh Athletic Club, durante el cual anotó el único touchdown de ese partido en un fumble recuperado. Este pago no fue verificado hasta la adquisición de un libro de contabilidad de la Allegheny Athletic Association por parte del Salón de la Fama del Fútbol Americano Profesional en el cual se específica ese pago. Este salario convirtió a Heffelfinger en el primer jugador profesional oficial en la historia del fútbol americano. El Pittsburgh Athletic Club previamente le había ofrecido $250 dólares para jugar con ellos en ese partido, pero creyó que era muy poco como para arriesgar su estatus como amateur.

## Carrera como entrenador

### California
Heffelfinger tomó su primer empleo como entrenador en jefe con los California Golden Bears en la temporada de 1893 y fue el tercero en ese puesto en California. Terminó esa temporada con marca de 5 victorias, 1 derrota y 1 empate.

### Universidad Lehigh
Heffelfinger fue el tercer entrenador de los Lehigh Mountain Hawks en Bethlehem, Pensilvania y trabajó ahí en 1894. Su marca de ganados y perdidos fue de 5-9.

### Universidad de Minnesota
Heffelfinger también fue entrenador del equipo de fútbol americano de la Universidad de Minnesota, los Minnesota Golden Gophers en 1895. Tuvo una marca de 7-3 en su ñunica temporada ahí.  Los mejores juegos fueron en contra de Wisconsin-Madison y Chicago, superando a todos sus rivales por un marcador combinado de 136 a 58 en esa temporada.

## Marcas como entrenador
| Temporada           | Equipo              | Marca   |
| ------------------- | ------------------- | ------- |
| California          |                     |         |
| 1893                | California          | 5-1-1   |
| Total en California | Total en California | 5-1-1   |
| Lehigh              |                     |         |
| 1894                | Lehigh              | 5-9     |
| Total en Lehigh     | Total en Lehigh     | 5-9     |
| Minnesota           |                     |         |
| 1895                | Minnesota           | 7-3     |
| Total en Minnesota  | Total en Minnesota  | 7-3     |
| Total               | Total               | 17-13-1 |